# Titilupe
El Titilupe es una embarcación utilizada por la Familia Real de Tonga como yate real. Está a cargo de la Marina Tongana.  

## Historia
Bajo el reinado de Sālote Tupou III, se utilizaba la goleta Hifofua, que fue vendida en Fiyi a principios de la década del 70, después de la muerte de la Reina. Tras la venta, se utilizó durante diez años, como yate real el Sprucebank  A fines de la década de 1980, el rey Tāufaʻāhau Tupou IV compró un nuevo yate, y en honor a su hija, la Princesa Salote Mafile'o Pilolevu Tuita, lo nombró Titilupe . 

## Diseño
La embarcación posee un casco de plástico y una estructura de vidrio. Además está pintado con pintura blanca, tiene rayas azules en la partes superiores del casco. A pesar de su pequeño tamaño, puede soportar una tripulación de hasta cuatro personas, un capitán, un timonel, un ingeniero y un administrador. Está equipado con una cabina de dos literas separada en la proa, así como una sala de estar con un comedor. 

## Uso
En sus inicios era utilizado por el rey Tāufaʻāhau Tupou IV para pescar, pero luego de su muerte comenzó a ser usado por el resto de Familia real como embarcación de recreo. 